# IC 1055
IC 1055 је спирална галаксија у сазвјежђу Вага која се налази на листи објеката дубоког неба у Индекс каталогу.
Деклинација објекта је - 13° 42' 58" а ректасцензија 14h 47m 25,6s. Привидна величина (магнитуда) објекта IC 1055 износи 12,8 а фотографска магнитуда 13,6. IC 1055 је још познат и под ознакама MCG -2-38-11, IRAS 14446-1330, PGC 52811.